# Glaucine
La glaucine (également connue sous les noms de 1,2,9,10-tétraméthoxyaporphine, bromcholitine, glauvent, tusidil, et tussiglaucine) est un alcaloïde aporphine que l'on trouve dans plusieurs espèces de plantes de la famille des Papaveraceae, telles que Glaucium flavum, Glaucium oxylobum et Corydalis yanhusuo, et dans d'autres plantes comme Croton lechleri de la famille des Euphorbiaceae.
Il possède des effets bronchodilatateurs, neuroleptiques et anti-inflammatoires, agissant en tant qu'inhibiteur de la PDE4 et bloqueur des canaux calciques et est utilisé médicalement comme antitussif dans certains pays. Les récepteurs de type Toll jouent un rôle dans ses effets anti-inflammatoires. La glaucine peut induire des effets secondaires tels que la sédation, la fatigue et un effet hallucinogène caractérisé par des images visuelles colorées, et a été répertoriée comme nouveau médicament psychoactif. Dans une publication de 2019, l'isomère (R)-glaucine est décrit comme un modulateur allostérique positif du récepteur 5-HT2A, qui est également associé aux effets hallucinogènes de substances telles que la psilocybine et la mescaline.

## Chimie

### Stéréoisomérie
On pensait que seule la forme (S) de la glaucine était présente dans la nature jusqu'à ce que la (R)-glaucine soit découverte dans le pavot de Californie ( Papaver californicum ).
| Glaucine (2 stéréoisomères) | Glaucine (2 stéréoisomères) |
| --------------------------- | --------------------------- |
| Configuration (S)           | Configuration (R)           |

## Mécanisme d'action
La glaucine se fixe sur le site de la benzothiazépine des canaux calciques de type L, bloquant ainsi l'entrée de calcium dans les muscles lisses, tels que les bronches humaines. Bien qu'elle n'affecte pas les réserves intracellulaires de calcium, elle empêche l'entrée de l'ion Ca²⁺ une fois ces réserves épuisées. L'entrée de l'ion Ca²⁺ est un facteur crucial dans le processus de contraction musculaire, et en bloquant cet afflux, la glaucine réduit la capacité du muscle à se contracter. Ainsi, elle empêche la contraction des muscles lisses, favorisant leur relaxation.
Il a également été démontré que la glaucine est un antagoniste des récepteurs de la dopamine, favorisant les récepteurs de type D1,. La glaucine est également un inhibiteur sélectif non compétitif de la PDE4 dans les tissus bronchiques humains et les granulocytes. La PDE4 est une isoenzyme qui dégrade l'AMP cyclique pour réguler le tonus bronchique humain, en collaboration avec la PDE3. Toutefois, en tant qu'inhibiteur de la PDE4, la glaucine présente une faible puissance.
Il a également été récemment découvert que la glaucine avait un effet sur les récepteurs neuronaux 5-HT2A, responsables des effets hallucinogènes des psychédéliques classiques. Il inhibe également les enzymes MAO. Les effets de ses énantiomères sont identiques sur le récepteur adrénergique, mais diffèrent sur le récepteur 5-HT. La (R)-glaucine et la (S)-glaucine agissent toutes deux en tant qu'antagonistes du récepteur α1, mais la (S)-glaucine est un agoniste partiel des sous-types 5-HT2, tandis que la (R)-glaucine agit comme un modulateur allostérique positif des récepteurs 5-HT2.

## Utilisations

### Médical
Il est actuellement utilisé comme agent antitussif en Islande, ainsi qu'en Roumanie, en Bulgarie, en Russie et dans d'autres pays d'Europe de l'Est,. La société pharmaceutique bulgare Sopharma commercialise la glaucine sous forme de comprimés, chaque dose unique contenant 40 mg, avec une demi-vie estimée entre 6 et 8 heures. Il a été démontré que l'administration orale de glaucine augmente la conductance des voies respiratoires chez l'homme. La molécule a donc également été étudiée comme traitement potentiel de l'asthme.
Il a été rapporté que la glaucine abaisse la pression artérielle, réduit la fréquence cardiaque et exerce des effets anticonvulsivants et antinociceptifs chez les animaux,.

### Récréatif
Des rapports récents ont évoqué l'utilisation récréative de la glaucine, indiquant des effets dissociatifs, tels qu'une sensation de détachement et "d'être dans un autre monde", ainsi que des symptômes comme des nausées, des vomissements et des pupilles dilatées. Ces effets sont similaires à ceux observés lors de son utilisation clinique, qui incluent des symptômes dissociatifs, ainsi que de la léthargie, de la fatigue et des hallucinations,. L'étude des effets secondaires en milieu clinique montre que les hallucinations prennent la forme de visualisations lumineuses et colorées. Les patients rapportent également une perception claire de leur environnement, tout en se sentant détachés de celui-ci ; "le patient voit et comprend tout, est suffisamment orienté, mais ne peut pas entreprendre une action claire et appropriée".
Un rapport décrit un cas où l'utilisation récréative de glaucine a mal tourné. Le produit en question se présentait sous forme de comprimés, commercialisés comme un « high à base de plantes », prétendument sans 1-benzylpipérazine (BZP). Le patient les avait qualifiés de « bonbons pour la tête », ce qui suggère qu'il les percevait comme inoffensifs ou anodins. Cependant, malgré cette présentation rassurante, la consommation a entraîné des effets indésirables importants, soulignant les risques liés à des produits souvent mal étiquetés ou mal compris par les utilisateurs.